# Československé stavební závody
Československé stavební závody byl megalomanský projekt komunistů realizovaný roku 1948 v Československu. Důvodem vzniku Československých stavebních závodů (ČSSZ) byla koncentrace výrobních sil, která by umožnila přechod od řemeslných forem práce k hromadné, mechanizované průmyslové výrobě. Řemeslo se podařilo vytlačit, zaniklo 8 470 drobných podniků, které fungovaly v roce 1947. Ještě v roce 1949 ČSSZ uzavřely smlouvy se soukromými řemeslníky v hodnotě 2 mld. Kčs. V roce 1950 se zakázaly dodávky stavebních hmot a materiálů soukromým řemeslníkům a tím se podařilo dle komunistické frazeologie „stlačit soukromé podnikání" na 0,55 % výroby. V témže roce se konstatovalo, že ČSSZ začíná budovat tzv. přidruženou stavební výrobu od začátku, vinou znárodněných stavebních podnikatelství, která neměla pokrývače, stavební klempíře a truhláře, obkladače a parketáře. Stavby neměl kdo dokončovat a vznikl problém, který se táhl po desetiletí: rozestavěnost.

## Znárodnění průmyslu
Dne 27. října 1945 vydal prezident Edvard Beneš Dekret č. 100/1945 Sb. o znárodnění dolů a některých průmyslových podniků. Komunisté chtěli po vzoru Sovětského svazu znárodnit celé národní hospodářství, tedy i stavebnictví. V třetí republice ještě mohly zaznít nesouhlasné názory a národní socialisté se pokusili zabránit  alespoň znárodnění německých konfiskátů. Poukazovali na jediný stavební národní podnik, Konstruktivu, který nebyl konkurenceschopný, když nezískával žádné zakázky v otevřených soutěžích.

## Znárodnění stavebnictví
Znárodnění stavebnictví připravovali komunisti na jaře 1948 na ministerstvu techniky. Na ministerstvu techniky byla několikastupňová pyramidová hierarchie: ministr→odbory→skupiny→oddělení. Gigantickou agendu znárodnění připravovalo oddělení „S", které bylo jedním ze 60 oddělení. Vedoucí tohoto oddělení dr. ing. K. Janů se stal Ústředním ředitelem ČSSZ.
Následoval Zákon o znárodnění ve stavebnictví (Zákon č. 121/1948 Sb.). Ten spustil druhou vlnu znárodňování, která se týkala 1 175 stavebních podnikatelství. Jenom ve Slezsku se jednalo o 130 soukromých podniků, které představovaly 90 % výrobních kapacit Slezska. Komunisti považovali znárodnění stavebnictví za složitější než znárodnění velkých podniků v roce 1945. Znárodnění mělo ukončit sabotáže, záškodnictví a nezodpovědnost ve stavební výrobě. Vlastníci znárodněných podnikatelství byli povinni podat do 14 dnů předepsané hlášení a byli povinni spolupůsobit při sestavování účetních závěrek za dobu do znárodnění.
Očekávaly se problémy s nedostatkem techniků. Majitelé podniků, inženýři a stavitelé byli vyzváni, aby se hlásili u Ústředního akčního výboru Národní fronty pro stavebnictví. Zde mohli být zařazeni do seznamu uchazečů o národní správu národních podniků. Do funkce národního správce mohl být uveden jen uchazeč s kladným vyjádření závodní rady o spolehlivosti a oddanosti Národní frontě. Komunisti počítali i s pasívní resistencí bývalých majitelů.

## Zastřešující podnik
Ministr techniky Emanuel Šlechta vydal dne 15. června 1948 Rozhodnutí č.j. 802/1-VI/1-1948 o zřízení národního podniku Československé stavební závody (ČSSZ). Vyhláška č. 1166/48 (částka 113) o zřízení ČSSZ byla publikována v Úředním listě I ze dne 18. června 1948. Dne 19. srpna 1948 Krajský soud obchodní v Praze schválil zápis v obchodním rejstříku, kterým vznikl odštěpný závod Československé stavební závody, národní podnik, filiálka v Bratislavě. Včlenění bývalých soukromých firem do ČSSZ bylo provedeno bez dlouhého otálení a většinou ještě před příslušným právnickým aktem.

## Organizace
Československé stavební závody měly právní formu národního podniku. Žádná ze znárodněných firem neměla statut podniku, ale byly to pouze závody spadající pod ČSSZ. Některé závody vznikly slučováním menších stavebních podnikatelství. V Československu vzniklo 98 (100 závodů), ve Slezsku počítal plán se vznikem 25 závodů ze 130 soukromých firem. Závody sídlily na původní adrese jedné z firem a převzaly i jejich zaměstnance. Některé drobné firmy jsou uvedeny ve Vyhlášce ministerstva techniky (bez čísla) ze dne 20. srpna 1948, která zřizovala „zatímní" správu. Firmy jsou uvedeny i ve vyhlášce Ministra techniky č. 2236/1948 Ú. l. I (Vyhláška ministra techniky o začlenění znárodněných stavebních podniku do Československých stavebních závodů, národního podniku v Praze).
ČSSZ jako zatímní správce vykonával správu pomocí krajských a podnikových zmocněnců. Později probíhala komunikace s Ústředním ředitelstvím ČSSZ prostřednictvím krajských správ (inspektorátů). Na inspektorátech pracovali také instruktoři, kteří šířili nové metody: jako Tenzerův rám nebo kolektivní zdění.
Závody ČSSZ n. p. byly dále organizačně členěny na střediska, která měla svého vedoucího, provozního plánovače, provozní účetní/účetního, mzdovou účetní/účetního, skladníky a dopravu. Závod OS 878 Ostrava se dělil na středisko Opava, Ostrava, Nový Jičín, Český Těšín.
Jeden zdroj uvádí, že jediný stavební podnik ČSSZ n. p. zaměstnával 60 000 osob. Blíže skutečnosti je údaj 120 000 osob, který odpovídá uváděnému počtu znárodněných podnikatelství (1 175) o průměrné velikosti 100 osob, ale objevuje se i údaj 160 000 nebo 165 000 osob.

## KSČ rozhoduje o všech
Na úrovni ČSSZ bylo zřízeno politické oddělení. Vedl ho Josef Šťastný, vedoucí ústředního politického oddělení (ústřední ředitel). Politická oddělení byla i na úrovni krajských správ (inspektorátů).
Důraz na ideologii KSČ se projevil v organizaci Hospodářsko-politické školy, která měla připravovat dělníky pro vyšší funkce. Později se psalo o Ústřední dělnické škole, z které vyšlo v roce 1950 přes 40 dělnických ředitelů nebo inspektorů. Jedním z prvních dělnických ředitelů se stal Štěpán Mužík, ředitel závodu Moravomost. Zedník Pavel Styk se stal náměstkem ředitele ČSSZ na Slovensku.
Od člena KSČ se očekávalo, že oznámí živnostníka, který sabotoval společnou práci.

## Pojmenování závodů
Název závodů nesměl připomínat jména zakladatelů. Závody byly obdařeny jmény jako Armabeton, Besta, Betona, Bituma, Bituna, Doprastav (Považská Bystrica), Hydrostav (Bratislava), Chemostav, Ingstav, Isoxyl, KIS, Moravomost, Pozemstav, Pragostav, Prefa, Priemstav (Zvolen), Průmstav, SOP, Stavena, Stavobet, Stavomonta, Stavotechna, SVIS, Teplotechna, Termostav (Slovensko), Vodostav, Vodostavba nebo Vodotechna. Některé závody byly pojmenovány po městě, v kterém sídlily (Teplice, Hradec Králové, Čáslav).
Zůstala jen jména, která byla neutrální jako Konstruktiva, Tesko, Posista. nebo Baraba. Závod Baraba byl uváděn i jako Baraba, závod pro stavby tunelové a železniční. Konstruktiva, která vykonávala národní správu nad mnohými stavebními podnikatelstvími byla rozdělena do nových závodů.
Názvy jako Závod pro dopravné stavby, Závod pro průmyslové stavby, Priemyselné stavby, Závod pro pozemní stavby, Závod pro inženýrské stavby, Závod pro výstavbu VŽKG (závod 800), Závod pro přidruženou výrobu nebo závod Lomy vznikly popisem jejich činnosti.
Názvy závodů se často měnily. Ze stavebního podnikatelství Brausewetter a spol. v národní správě se stal národní podnik 244 - Hradec Králové, později národní podnik 422 - Pardubice, dále ČSSZ - závod Pardubice. Po rozpadu ČSSZ vznikl n. p. Průmstav Pardubice.

## Strojní závod
ČSSZ získaly mnoho strojů z konfiskátů německých firem, z inventáře znárodněných firem, z Fondu národní obnovy a z akce UNRRA. I některé stroje získané od znárodněných firem nebyly vlastnictvím firem, ale byly jen zapůjčeny z Fondu národní obnovy (FNO). Nově vzniklý Strojní závod v Praze V., Maislova 15 převzal evidenci zapůjčených strojů od ÚSSI - Úřadovny pro správu stavebního inventáře, která byla součástí FNO. Od roku 1949 převedly závody pod ČSSZ všechny velké stroje. Od 3. února 1949 přešly do evidence ČSSZ i stroje od ministerstev pošt, techniky, dopravy a národní obrany. Posledním krokem bylo zařazení strojů od podniků, které vyráběly stavební hmoty: lomy, pískovny, cementárny a cihelny. Strojní závod budoval Ústřední díly v Novém Meste nad Váhom a Strojní stanice například v Čáslavi, Chebu (č. IV) a v Ostravě. Strojní stanice v Nymburce a v Ostravě se zabývaly opravami parních lokomotiv, protože ČSSZ jich měla v evidenci několik stovek.

## Nevýrobní závody
Megalomanský projekt ČSSZ nezahrnoval jen podniky, které se zabývaly stavební výrobou. Dne 2. září 1948 byl založen projektový závod PA-100. Otakar Nový vymyslel název Stavoprojekt. Už v lednu 1949 měl 900 (1233) zaměstnanců, jen v Brněnském kraji 276 zaměstnanců. V polovině roku 1949 už měl Stavoprojekt více než 4500 zaměstnanců a o čtyři roky později přesahoval počet zaměstnanců číslo 11 000. Mělo jít o největší projekční stavební závod světa.

## První reorganizace
Časté reorganizace byly typickým znakem socialistické ekonomiky. Doprovázela je nejasnost v pojmenování organizačních jednotek. Mimo krajských správ, které byly nadřízeny krajským závodům, existovaly i stavební správy jako části jednotlivých závodů. V rámci jednotlivých závodů se také zmiňují střediska a pobočky. Území Československa bylo rozděleno na 17 tzv. stavebních krajů (oblastí). Závody v jednotlivých „stavebních" krajích vedla krajská správa. Nově vytvořené závody dostaly kódové označení:
- olomoucká oblast:
  - PV - 256 Přerov
  - PV - 356 Olomouc
  - PV - 357 Šumperk
  - PV - 456 Prostějov
  - PV - 556 Prostějov
  - PV - 876 Prostějov[29]

- Východní Čechy (oblast 06):[95]
  - HK 244 Pardubice (pozemní stavby)
  - HK 245 Ústí nad Orlicí (pozemní stavby)
  - HK 541 Pardubice (vodní a silniční stavby)
  - Trutnov
  - Náchod
  - Hradec Králové
  - Havlíčkův Brod

- brněnská oblast:
  - 5 stavebních závodů (BN 251, BN 252, BN 351, BN 451,BN 551)[97]
  - 2 závody pomocné (BH 873, Krajská remontní stanice a inventárna).[96]

- plzeňská oblast:
  - 3 závody v Plzni
  - 1 v Karlových Varech
  - 1 v Chebu.[30]
  - závod PL 228 u Jáchymovských dolů transformován na podnik Budování jáchymovských dolů[98]

- ostravská oblast:
  - OS 888 (Český Těšín) se stavebními správami 400[99] a 450 v Třinci a 900 v Českém Těšíně[100]
  - OS 878 (přidružená výroba v Ostravě).[93]

Dalšími dohledatelnými názvy jsou: PL 526 (Plzeň) PA 202 (Kolín), PA 301 (Pardubice), PA 401 (Konstruktiva), PA 402 (Praha), PA 501 (Česká Třebová), PA 901 (Olomouc),GO 561 (Uherské Hradiště), OS 440 (Ostrava), 4110, 400, 450, 500 (Ostrava), 600 (Nový Jičín), 650 (Karviná), OS 666 (Ostrava), OS 700 (Ostrava), OS 750 (Orlová).

## Nezdařený rozjezd
Úkoly dvouletého hospodářského plánu (1947 - 1948) nebyly splněny. Československé stavební závody vznikly až v roce 1948 a dle komunistů tedy za nesplnění plánu mohli soukromí podnikatelé a kapitalistické živly, které sabotovaly a znemožňovaly plánování. Později měla „neblahé dědictví" soukromého sektoru odstranit vyhláška ministerstva vnitra č. 2385 ze dne 4. října 1948, která stanovila nové orgány: „Oblastní poradní sbory pro stavebnictví". Tyto sbory měl vést příslušný národní výbor za účasti ROH, úřadů ochrany práce, ČSSZ, stavebníka a oblastních pozorovatelů. Už 6. října 1948 zasedl na své první schůzi Oblastní poradní sbor v Praze. Konstatoval, že nejslabším místem ve stavebnictví je nedostatek pracovníků a materiálu.
O vážnosti situace svědčí projednávání problémů Ústředním výborem KSČ v listopadu 1948. V březnu 1949 vydalo předsednictvo ÚV KSČ dokument, jehož název nevybočoval z běžných propagandistických hesel: „Usnesení předsednictva Ústředního výboru o nových úkolech ve stavebnictví." V této tzv. stavební rezoluci se psalo i toto:
- řemeslné práce dosahují na některých stavbách (např. bytová výstavba) až 60 % objemu prací
- dosavadní organizační forma ČSSZ je nevyhovující
- ČSSZ zaměstnávají 80 % pracovníků ve stavebnictví
- komunální stavební podniky a stavební oddělení národních podniků[124] nebudou připojována k ČSSZ

## Druhá reorganizace
Usnesení předsednictva Ústředního výboru o nových úkolech ve stavebnictví nařídilo zrušení krajských správ a v případě nutnosti zřízení inspektorátů.

## Snaha o zlepšení
Samotné znárodnění a sloučení nefungovalo. Mezi zhotoviteli a objednateli nebyly uzavírány smlouvy a nebyla určena pravidla fakturování. Ceny stavebních prací neurčoval trh, ale kalkulanti jednotlivých závodů. Závazné ceníky ale nebyly k dispozici, protože je ČSSZ nevypracovaly. ČSSZ byl projekt plánovaného hospodářství, ale v exposé ministr prof. dr. E. Šlechta odhalil, že ani v závěru roku 1949 není vypracován plán výroby na rok 1950. Cílem příštího snažení mělo být vypracování plánů před stavební sezónou s výhledem, že plány budou v budoucnu vypracovány v předstihu jednoho roku. 
Dodržováním termínů na stavbách nebyly pro jednotlivé závody hlavním kritériem. Závody se zaměřily na plnění finančního plánu, konstatoval Josef Kempný, ředitel krajského inspektorátu ČSSZ v Ostravě. Východiskem z této situace mělo být plánování nikoli finanční, ale věcné. Věcným plánováním se rozumělo sestavení plánu na jednotky, tj. metry čtvereční nebo kubické.
Ústřední ředitel ČSSZ dr. ing. K. Janů svolal tiskovou konferenci, na které oznámil, že sepisování smluv mezi stavebníkem a stavebním podnikem povede ke zvýšení odpovědnosti. Už po pěti dnech bylo oznámeno uzavření prvních smluv. Byl vyvíjen tlak na dodržování smluv a penalizaci za jejich nedodržování. Panovaly však obavy, že k vymáhání závazků vyplývajících ze smluv budou závody přistupovat laxně. Proto byly propagovány tzv. socialistické smlouvy, které uzavíraly s vedením stavby jednotlivé pracovní skupiny. Tyto socialistické závazky se uzavíraly, jejich neplnění mohlo být jenom kritizováno.
V jihlavském kraji trpěly stavby absencemi v letních měsících. 81 % procent zaměstnanců byli tzv. stavorolnící, kteří vlastnili pole a v létě se věnovali sklizni.
ČSSZ vyhlásili Měsíc šetření materiálem. Konstruktiva ušetřila 2 400 tun cementu změnou projektu, na stavbě léčebny v Teplicích se ušetřilo 9 500 cihel tím, že použili starých cihel z demolovaných objektů.
Velká energie se vkládala do typizace stavebních strojů. Byla sestavena komise ze zástupců ministerstev dopravy, průmyslu, techniky, zemědělství, dále národních podniků Čs. keramické závody, Čs. normalizační společnosti, ČSSZ a jejich šesti závodů, Čs. závody těžkého strojírenství, Čs. závodů lehkého kovoprůmyslu, Čs. dolů a Čs. lesů. Komise se rozdělila do deseti podkomisí. Byl zveřejněn výstup na typizaci míchaček na beton.

## „Sabotéři"
Rudolf Slánský označil za viníky nesplnění plánu ve stavebnictví sabotáže kapitalistických živlů. I běžná hospodářská kriminalita, jako zcizení dřevěné kůlny, byla označena jako sabotáž. Jako v případě „mariolázeňské kliky", jíž nepomohla ani advokátka, které novinář vytkl staré, buržoazní a demagogické myšlení. Ředitel Závodu v Uherském Hradišti Tomáš Dvouletý, bývalý spolumajitel firmy Jaroš a spol. se nesmířil s tím, že už nemůže vést lehký a prostopášný život. Byl podezřelý dělníkům pro své buržoasní manýry. Za peníze národního podniku jezdil za zálety a na hostiny. Dělníci dosáhli jeho zatčení a odsouzení na 15 let těžkého žaláře. Podobnému „sabotéru" Josefu Rujbrovi, vedoucímu skupiny pobočky Závodu Šumperk byla uložena vazba, ve které strávil 11,5 měsíců. Následně byl potrestán odnětím svobody v délce 7 let. Rozsudek musel být otištěn v Rudém právu a Stráži lidu. Pod rozsudkem byl podepsán prokurátor.
Mimo běžných kauz byly zinscenovány i procesy s politickým pozadím. V monstrprocesu „Skupina Budování" bylo obžalováno 41 osob.

## První dělení ČSSZ
Ing. Františku Ryšánkovi, řediteli Závodu pro pozemní stavby, nepomohl ani slib, že se bude učit marxismu-leninismu. Slánský ho poslal do vězení, ale netušil, že to brzy bude právě on, který bude označen za vůdce kapitalistických živlů. Rudolf Slánský byl popraven a na přední pozice v komunistické hierarchii se dostal Alexej Čepička, ministr národní obrany. 
Po vítězném boji s vnitřním nepřítelem se Alexej Čepička zaměřil na nepřítele vnějšího - americký imperialismus. Začal budovat armádu, která potřebovala byty pro vojáky, kasárny, letiště a další stavby. Nespoléhal se na ČSSZ, ale požadoval vojenský stavební podnik. Návrh na zřízení vojenského stavebního podniku byl projednán na zasedání Užšího poradního sboru (UPS) 8. srpna 1950. Jeho základem se mělo stát konstrukční středisko (Konstrukční stavební odbor) působící v ČSSZ, závod Stavoprojekt, a stavební správy pro provádění vojenských staveb v n. p. Posista a Konstruktiva. Zasedání UPS 27. září 1950 rozhodlo o vytvoření vojenských stavebních podniků k 1. lednu 1951: Posista, Konstruktiva, Armastav, Severostav, Moravostav a Stavoindustria. Tyto podniky k 1. lednu 1953 doplnil Severostav v Liberci. Vojenské stavební podniky byly podřízeny MNO - Hlavní správy vojenských staveb. Součástí podniků byly i pískovny a lomy.

## Zánik ČSSZ
V roce 1951 bylo jasné, že celé znárodněné stavebnictví nelze řídit z jediného ústředního ředitelství v Praze. Došlo se také k poznání, že podniky se musí specializovat podle druhů staveb. Proto došlo 31. října 1951 k celostátní reorganizaci. Transformací jednotlivých závodů ČSSZ na samostatné národní podniky zanikl ČSSZ, národní podnik. Národní podniky se specializovaly na jednotlivé obory stavebnictví a podle svého zaměření byly podřízeny příslušným hlavním správám na ministerstvu stavebnictví nebo jiným ministerstvům.
Ministr techniky Emanuel Šlechta, jako ministr techniky, vydal Rozhodnutí o zřízení národního podniku Československé stavební závody (ČSSZ). Tentýž Emanuel Šlechta, už jako ministr stavebnictví, psal v roce 1954 o tom, že obrovitost ČSSZ byla důvodem snížené operativnosti vedení a tím i ke zrušení celého národního podniku.